# Uninettuno
La Universitat UniNettuno (oficialment i en italià: Università telematica internazionale UniNettuno), sovint abreujada simplement com a "UniNettuno", és una universitat privada amb seu a Roma, Itàlia, que ofereix cursos d'aprenentatge a distància a través d'un consorci de 43 universitats, empreses i organismes públics. Va ser fundada el 2005 amb l'aprovació del govern italià.
La seva posició mundial general segons el rànquing d'institucions SCImago és la 32a, en comparació amb altres universitats, i es basa en una avaluació percentil. UniNettuno té acords internacionals amb altres universitats i ministeris del món, com ara Polònia, Xina, Grècia, Colòmbia, Romania, Marroc, Algèria, Singapur i Dubai, entre d'altres. Hi ha estudiants matriculats a UniNettuno de més de 160 països d'arreu del món.